# Rue Jules-Jouy
La rue Jules-Jouy est une voie du 18e arrondissement de Paris, en France.

## Situation et accès
La rue Jules-Jouy est une voie publique située dans le 18e arrondissement de Paris. Rue très courte, moins de cinquante mètres, elle débute au 9, rue Diard et se termine au 3, rue Cyrano-de-Bergerac.

## Origine du nom
Elle porte le nom de l'auteur compositeur et interprète français Jules Théodore Louis Jouy (1855-1897). 

## Historique
Cette voie est ouverte sous sa dénomination actuelle en 1898.